# Afipskij
Afipskij – osiedle typu miejskiego w Rosji, w Kraju Krasnodarskim. W 2010 roku liczyło 18 969 mieszkańców.